# Ueda Bin

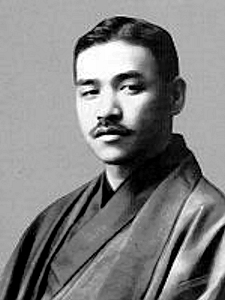
Ueda Bin (1912)

Ueda Bin (japanisch 上田 敏; * 30. Oktober 1874 in Tokio; † 9. Juli 1916 ebenda), eigentlich Ueda Yanagimura (上田 柳村), war ein japanischer Dichter, Kritiker, Übersetzer und Aufklärer. Er war ein Mitherausgeber der Bungakukai-Zeitschrift und er übertrug heute noch weithin bekannte Werke der französischen und englischen Literatur, insbesondere der französischen Symbolisten, in Reimform ins Japanische.

## Leben
Er wurde als ältester Sohn des Lehnsvasallen Ueda Keiji (上田絅二) 1874 in Tokio geboren. Er wurde nach Abschluss des literaturwissenschaftlichen Studiums an der Kaiserlichen Universität Tokio Hochschullehrer zuerst an der Höheren Normalschule Tokio (später Pädagogische Universität Tokio) und dann an seiner Alma Mater gemeinsam mit Natsume Sōseki als Nachfolger von Koizumi Yakumo.
Durch sein schöpferisches sprachwissenschaftliches Talent gelangte er zu hohem Ansehen. Von Koizumi Yakumo wurde sein Talent sich im Englischen auszudrücken gerühmt als ein Talent, wie es nur „einer von zehntausend“ Studenten habe. Er war mit zahlreichen Fremdsprachen vertraut und besaß tiefgreifende Kenntnisse der klassischen japanischen Literatur. 1908 reiste er zu Studien nach Europa (Paris); nach seiner Rückkehr nach Japan wurde er Hochschullehrer an der Universität Kyōto. Zwei Jahre später trat er eine Stelle als Berater der literaturwissenschaftlichen Fakultät an der Keiō-Universität an.
Er starb 1916, im Alter von 41 Jahren, überraschend an einem Nierenleiden in seiner Wohnung in Tokyo.
Als bedeutendstes Werk ist das Kaichō on (海潮音, Meeresgeräusche auch Klang der Gezeiten) anzusehen, eine Sammlung von deutschen, englischen, französischen und italienischen Gedichten, die er selbst ins Japanische übertrug.

## Werke (Auswahl)
- 1899 Yaso – eine Weltgeschichte (耶蘇（世界歴史譚)
- 1901 Saikin kaigai bungaku (最近海外文学)
- 1901 Bungei ronshu (文芸論集)
- 1901 Shisei Dante (詩聖ダンテ)
- 1907 Bungei Kowa (文芸講話)
- 1910 Uzumaki (うづまき)
- 1915 Kouta (小唄)
- 1916 Gendai no Geijutsu (現代の芸術)

### Übersetzungen ins Japanische
- 1905 Kaichō on (海潮音) – Gedichtanthologie europäischer Lyrik u. a. von Carl Hermann Busse und Paul Verlaine

| Carl Busse: Über den Bergen | Ueda Bin: 山のあなた |
| --- | --- |
| Über den Bergen weit zu wandern Sagen die Leute, wohnt das Glück. Ach, und ich ging im Schwarme der andern, kam mit verweinten Augen zurück. Über den Bergen weit weit drüben, Sagen die Leute, wohnt das Glück. | 山のあなたの空遠く 「幸さいはひ」住むと人のいふ。 噫ああ、われひとと尋とめゆきて、 涙さしぐみ、かへりきぬ。 山のあなたになほ遠く 「幸さいはひ」住むと人のいふ。 |